# 川内村 (秋田県)
川内村（かわうちむら）は、秋田県由利郡にあった村。現在の由利本荘市南東部、子吉川中流、国道107号沿線にあたる。

## 地理
- 山：蒲倉山
- 河川：子吉川、笹子川、鶯川

## 歴史
- 1889年（明治22年）4月1日 - 町村制の施行により、伏見村、小川村、上川内村、下川内村、栗沢村の区域をもって発足。
- 1955年（昭和30年）3月31日 - 笹子村・直根村と合併して鳥海村が発足。同日川内村廃止。

## 交通

### 道路
- 矢島街道（現・国道108号）

## 著名出身者
- 三船留吉 (スパイ)